# Agave antillarum
Agave antillarum là một loài thực vật có hoa trong họ Măng tây. Loài này được Descourt. mô tả khoa học đầu tiên năm 1827.